# Sittwe Port
Sittwe Port är en hamn i Myanmar.   Den ligger i regionen Rakhinestaten, i den västra delen av landet, 300 km väster om huvudstaden Naypyidaw. Sittwe Port ligger 8 meter över havet. Runt Sittwe Port är det ganska tätbefolkat, med 166 invånare per kvadratkilometer. Närmaste större samhälle är Akyab, 0,25 km nordost om Sittwe Port. 